# 矢吹健
矢吹 健（やぶき けん、1945年11月1日 - 2015年1月19日） は、日本の歌手、作曲家。本名は金子 勝孝（かねこ かつたか）。山梨県甲府市出身。シンガーソングライターの雅一＝MASAKAZU（本名 金子雅一（かねこまさかず）、1975年 - 1999年12月29日）は長男。

## 来歴
甲府商業高等学校卒業後に上京し、作曲家藤本卓也に師事。1968年に藤本作曲の「あなたのブルース」でレコードデビュー。当初プロフィールでは1948年11月2日生まれでデビュー時の年齢を19歳としていたが、1970年代初頭に実際の生年月日に修正している。
「ミスティーボイス」と名づけられたハスキーでため息混じりの絶唱スタイルによる「あなたのブルース」が大ヒットし、この年の第10回日本レコード大賞新人賞（男性部門）、第1回日本有線大賞新人賞、第1回新宿音楽祭金賞を同時受賞。その後も1970年までに藤本作品の「真っ赤な夜のブルース」「蒸発のブルース」「うしろ姿」などを発表、作曲家 藤本卓也の独特の世界観を持つ曲を歌いこなし売れっ子の仲間入りをする。また、1968年から1970年にかけてオリジナルアルバムも4枚発表した。
70年代に入ってからも「女ですもの」「女の爪あと」など今日でも矢吹健が唄った曲として認知されている作品を発表。70年代以降大きなヒット曲には恵まれなかったが、デビューから1983年までユニオンレコード（販売 テイチクレコード）に所属し、歌唱スタイルを若干変えつつもコンスタントにシングル盤を発表し続けた。
その後、1988年に東芝レコード、1993年にキングレコードよりそれぞれ1枚ずつシングルを発表。1998年にコンコードレコードよりアルバム1枚、1999年にキングレコードとオリエントレコードよりそれぞれアルバム1枚を発表した（他にもシングルをプラザレコード、コンコードレコードより１枚ずつ発表している）。オリエントレコード移籍後は、スキンヘッドにサングラスがトレードマークになっていた。ユニオン時代から自身の曲の作詞・作曲も手がけていた。
1999年に一人息子が20代で病死し、2003年には妻も後を追うように相模湖に遺体で浮かんでいるのが発見された。湖畔に残された妻のバッグには、息子の形見である携帯電話が残っていたそうであり、妻に関しては自殺説もある。元々酒癖が良くなかったが、息子と妻を立て続けに喪ってからさらに飲酒癖が悪化。1度重い糖尿病で倒れたが、その時は発見が早かっため救急搬送されて一命を取り留めている。ある時矢吹の部屋に行った人物は、冷蔵庫一杯のアイスクリームや壁にべったり付いたタバコのヤニなどを目にしており、とても体を気遣う生活をしているようには見えなかったと伝わる。
2005年頃から家賃4万円、死去時点で築18年のアパートに住むようになり、死去するまでそこで1人暮らししていた。
2015年6月2日、同年1月19日に山梨県甲府市の自宅で死去していたことが公表された。自宅アパートで倒れているところを、宅配弁当を届けに来た業者により発見されたという。69歳没。

## ディスコグラフィ

### シングル
- 1〜24：ユニオンレコード、25：東芝EMI、26：キングレコード。

| #  | 発売日          | A/B面 | タイトル           | 作詞              | 作曲             | 編曲             | 規格品番  |
| -- | --------------- | ----- | ------------------ | ----------------- | ---------------- | ---------------- | --------- |
| 1  | 1968年 6月1日   | A面   | あなたのブルース   | 藤本卓也          | 藤本卓也         | 藤本卓也         | US-582-J  |
| 1  | 1968年 6月1日   | B面   | 忘れないよ         | 藤本卓也          | 藤本卓也         | 藤本卓也         | US-582-J  |
| 2  | 1968年 9月25日  | A面   | 蒸発のブルース     | 藤本卓也          | 藤本卓也         | 藤本卓也         | US-600-J  |
| 2  | 1968年 9月25日  | B面   | 真赤な夜のブルース | 山口洋子          | 藤本卓也         | 藤本卓也         | US-600-J  |
| 3  | 1969年 2月      | A面   | 私にだって         | 藤本卓也          | 藤本卓也         | 藤本卓也         | US-610-J  |
| 3  | 1969年 2月      | B面   | あなたが憎い       | 山口洋子          | 市村貴士         | 藤本卓也         | US-610-J  |
| 4  | 1969年 5月      | A面   | うしろ姿           | 山口洋子          | 藤本卓也         | 藤本卓也         | US-620-J  |
| 4  | 1969年 5月      | B面   | 愛子のブルース     | 山口洋子          | すぎやまこういち | 毛利猛           | US-620-J  |
| 5  | 1969年 9月      | A面   | 男の数え唄         | 山上路夫          | いずみたく       | 渋谷毅           | US-631-J  |
| 5  | 1969年 9月      | B面   | あなたなしでは     | 山口洋子          | いずみたく       | 渋谷毅           | US-631-J  |
| 6  | 1970年 2月      | A面   | 負けるもんか       | 藤本卓也          | 藤本卓也         | 藤本卓也         | US-644-J  |
| 6  | 1970年 2月      | B面   | 休ませて           | 藤本卓也          | 藤本卓也         | 藤本卓也         | US-644-J  |
| 7  | 1970年 5月      | A面   | むらさきブルース   | 山口洋子          | 筒美京平         | 筒美京平         | US-668-J  |
| 7  | 1970年 5月      | B面   | 水のようなあなた   | 山口洋子          | 筒美京平         | 筒美京平         | US-668-J  |
| 8  | 1970年 9月      | A面   | 他人のままで       | 山口洋子          | 筒美京平         | 筒美京平         | US-683    |
| 8  | 1970年 9月      | B面   | そんなあなたが     | 山口洋子          | 筒美京平         | 筒美京平         | US-683    |
| 9  | 1971年 2月      | A面   | 許してあなた       | 山口洋子          | 筒美京平         | 筒美京平         | US-699    |
| 9  | 1971年 2月      | B面   | 古い時計           | 山口洋子          | 猪俣公章         | 有明春樹         | US-699    |
| 10 | 1971年 7月      | A面   | 別ればなし         | 金子勝孝          | 福井利雄         | 福井利雄         | US-714    |
| 10 | 1971年 7月      | B面   | 赤坂霧のブルース   | 橋本淳            | 筒美京平         | 筒美京平         | US-714    |
| 11 | 1971年 11月     | A面   | オロロンの唄       | 有馬三恵子        | すぎやまこういち | 福井利雄         | US-725    |
| 11 | 1971年 11月     | B面   | 港ぐらし           | 有馬三恵子        | すぎやまこういち | 福井利雄         | US-725    |
| 12 | 1972年 4月      | A面   | 南の国の物語       | 有馬三恵子        | すぎやまこういち | すぎやまこういち | US-739    |
| 12 | 1972年 4月      | B面   | 島と海と花たち     | 有馬三恵子        | すぎやまこういち | すぎやまこういち | US-739    |
| 13 | 1972年 11月     | A面   | 悪い噂             | 千家和也          | 三木たかし       | 青木望           | US-763    |
| 13 | 1972年 11月     | B面   | うらぎりの街       | 千家和也          | 三木たかし       | 青木望           | US-763    |
| 14 | 1973年 5月      | A面   | 女ですもの         | 東洋介            | 東洋介           | 青木望           | US-788    |
| 14 | 1973年 5月      | B面   | 命はてるまで       | 金子勝孝          | 金子勝孝         | 青木望           | US-788    |
| 15 | 1974年 3月      | A面   | 春雨物語           | 岡崎英生          | 穂口雄右         | 穂口雄右         | US-814    |
| 15 | 1974年 3月      | B面   | 陽炎の女           | 岡崎英生          | 穂口雄右         | 穂口雄右         | US-814    |
| 16 | 1975年 1月      | A面   | 燃えてお別れ       | 山川啓介          | 大野雄二         | 小谷充           | US-830    |
| 16 | 1975年 1月      | B面   | 身も心も           | みなみ修          | 田山雅充         | 竜崎孝路         | US-830    |
| 17 | 1975年 6月      | A面   | 泣かないであなた   | 千家和也          | 浜圭介           | 小谷充           | US-838    |
| 17 | 1975年 6月      | B面   | 男花               | 千家和也          | 浜圭介           | 小谷充           | US-838    |
| 18 | 1976年 7月      | A面   | 残り火             | 東海林良          | 徳久広司         | 馬飼野俊一       | UC-6      |
| 18 | 1976年 7月      | B面   | 別れたんだってね   | 東海林良          | 徳久広司         | 馬飼野俊一       | UC-6      |
| 19 | 1977年 10月     | A面   | ルララ・リララ     | 森雪之丞          | 丹羽応樹         | 竜崎孝路         | UC-49     |
| 19 | 1977年 10月     | B面   | 哀しみの停車場     | 東海林良          | 丹羽応樹         | 竜崎孝路         | UC-49     |
| 20 | 1978年 9月      | A面   | 愛の曲             | なかにし礼        | 徳久広司         | 小谷充           | UC-64     |
| 20 | 1978年 9月      | B面   | ふるさとの空       | 藤公之介          | 吉屋潤           | 小谷充           | UC-64     |
| 21 | 1979年 9月      | A面   | 蒸発のブルース     | 藤本卓也          | 藤本卓也         | 藤本卓也         | UC-88     |
| 21 | 1979年 9月      | B面   | 女ですもの         | 東洋介            | 東洋介           | 青木望           | UC-88     |
| 22 | 1980年 8月      | A面   | 女の爪あと         | 西沢爽            | 猪俣公章         | 松井忠重         | UC-103    |
| 22 | 1980年 8月      | B面   | 負けおしみ         | 鳥井実            | 金子勝孝         | 薗広昭           | UC-103    |
| 23 | 1981年 9月      | A面   | 夜は千の目を持つ   | 藤本卓也 里村龍一 | 藤本卓也         | 藤本卓也         | UE-509    |
| 23 | 1981年 9月      | B面   | あなたの胸で…      | 里村龍一          | 藤本卓也         | 田辺信一         | UE-509    |
| 24 | 1983年 5月      | A面   | 面影みれん         | 里村龍一          | 藤本卓也         | 薗広昭           | UE-538    |
| 24 | 1983年 5月      | B面   | 私の人             | 里村龍一          | 藤本卓也         | 薗広昭           | UE-538    |
| 25 | 1988年 10月26日 | A面   | 見栄っ張り         | 麻こよみ          | 泉盛望文         | あかのたちお     | RT07-2233 |
| 25 | 1988年 10月26日 | B面   | 女です             | 麻こよみ          | 泉盛望文         | あかのたちお     | RT07-2233 |
| 26 | 1993年 10月21日 | 01    | どこが悪いの       | 長坂嘉明          | 竹田喬           | 松木好文         | KIDD-1318 |
| 26 | 1993年 10月21日 | 02    | ら・し・く         | 村本京子          | 矢吹健           | 近藤浩章         | KIDD-1318 |

自主製作盤
| 発売日       | A/B面 | タイトル       | 作詞         | 作曲         | 編曲     | 規格品番 |
| ------------ | ----- | -------------- | ------------ | ------------ | -------- | -------- |
| 発売時期不明 | A面   | 夢を追いかけて | みやびはじめ | みやびはじめ | 近藤浩章 | SPC-1001 |
| 発売時期不明 | B面   | 慟哭           | みやびはじめ | 鄭豊松       | 近藤浩章 | SPC-1001 |

デュエット・シングル
| 発売日       | デュエット | A/B面 | タイトル | 作詞   | 作曲   | 編曲 | 規格品番 |
| ------------ | ---------- | ----- | -------- | ------ | ------ | ---- | -------- |
| 発売時期不明 | ベガー清水 | A面   | 花の兄弟 | 矢吹健 | 矢吹健 | -    | -        |

### アルバム
- ユニオン／テイチク

1. 「あなたのブルース　ミスティーボイス矢吹健　夜を歌う」（未シングル化作品「かくさないで」（作詞・作曲・編曲：藤本卓也）収録）
2. 「夜の人気者　矢吹健が歌う　男のこころ」
3. 「古賀メロディーを歌う　嘆きの夜曲」
4. 「有線ベストヒッツ」（オリジナルと1969年の有線放送ヒット曲のカバーを収録）（未シングル化作品「憎い夜」（作詞：小島胡秋／作曲：牧野昭一／編曲表記なし））
5. 「矢吹健　ゴールデンアルバム」（未シングル化作品「炎のブルース」（作詞：岡崎英生／作曲・編曲：穂口雄右）収録）
6. 「矢吹健　ベスト歌謡16」
7. 「矢吹健　オリジナルベスト」（矢吹のナレーション入りカラオケ「あなたのブルース」「うしろ姿」収録）
8. 「矢吹健　全曲集」（CD時代に入り曲目を変更しながら数回リリース）

- コンコード

1. 「矢吹健30周年記念アルバム　らしく生きよう灰になるまで」（共演 西川学、雅一（MASAKAZU）1曲目「ら・し・く」はキング時代のシングルと同一曲で同じオケを用いて再録音したもの）CD作品

- キングAMJ

1. 「嘆愁夢想～ぶるうす～（2001年、元気の旅Vol.6）」※雅一との父子ユニット、ELECTRIC & PLANCTON名義　CD作品

- オリエント

1. 「天まで届け」（「あなたのブルース」、「うしろ姿」のセルフカバー収録　ジャケットに「NEW矢吹健」とクレジットされている。カセットテープのB面はA面曲のカラオケ）

　　　　カセットテープ・CD作品（CDは2曲カット）
（その他作品収録CD）
- 「真っ赤な夜のブルース　幻の名盤解放同盟」（「私にだって」「面影みれん」を除く藤本作品および矢吹のナレーション入りカラオケ「あなたのブルース」を収録）
- 「豪華スター競演　古賀メロディー決定版」（アルバム「嘆きの夜曲」製作時の未収録曲「影を慕いて」収録）
- 「ザッツ男の歌謡ブルース」（「あなたのブルース」「玄海ブルース」収録）

### タイアップ曲
| 年     | 楽曲         | タイアップ                             |
| ------ | ------------ | -------------------------------------- |
| 1975年 | 燃えてお別れ | 日立「パルヒーター」CMソング           |
| 1978年 | 愛の曲       | フジテレビ系ドラマ「浪花おこし」主題歌 |

## その他
デビュー当初から、森進一との類似性を指摘されているが、矢吹の歌唱法は藤本卓也に指導を受けたものであり本質は異なる。因みに森は鹿児島県育ちであるが、出生地は矢吹と同じ山梨県甲府市である。初期の藤本作品は矢吹の絶唱を強いるように、矢吹の声域に対してかなり高めのキーを用い作曲されている。そのため「あなたのブルース」についてはデビュー当初よりリサイタルやテレビ出演等は原曲よりも1音低いキーで歌っている。1970年頃より発表作品のキーを下げ、テクニックで泣き歌いの絶唱を聴かせる歌唱スタイルに転換した。
デビューシングルの当初のジャケットは手にタバコを持っている写真が使われているが、当時の公式プロフィールでは19歳となっている。
初期のマネージャーは岡田朝光（GSヴァンドッグスの元リーダー）が務めた。
デビュー直後に日活映画「夜の最前線 女（スケ）狩り」（1969年公開、井田探監督・和田浩治主演）に流しの役で出演している。作品の中で「うしろ姿」「あなたのブルース」を歌うシーンがある。「うしろ姿」はレコードと別バージョンで、レコードと異なり「あたし」ではなく「わたし」と歌っている（矢吹は「夜の最前線」続編にも出演している）。
「うしろ姿」は日高隼人（正人）、「私にだって」は香田晋がカバーシングルを発表している。
アルバム「有線ベストヒッツ」収録の「憎い夜」は、曲調・作詞作曲者のクレジットから昭和30年代の楽曲と思われるが、過去に発表された記録が見当たらないことからオリジナル作品とした。
真木ひでとが演歌転向後に発表したアルバム「夢よもういちど」（1975年）では山口洋子が全曲作詞をしており、声質が似ているためか過去に矢吹に提供した「許してあなた」「むらさきブルース」「あなたが憎い」「水のようなあなた」「そんなあなたが」がカバーされている（編曲は全て竜崎孝路）。
シングル「女の爪あと」は水原弘のカバー。
シングル「女ですもの」（作詞・作曲：東洋介）のオリジナル盤は1968年の西城健の作品。1969年に渚一郎とルナ・ジェーナがカバー後に、1973年に矢吹健が同曲を発表。他にも藤圭子、黒木憲、三条魔子、名取忠彦とグリーングラス、細川たかし等多くの歌手がレコーディングしている。矢吹は1970年代後半の「蒸発のブルース」再発時にC/W曲として再録音（オケは1973年と同じもの）。ユニオン系とその他のレコード会社では2コーラス目のサビの部分の歌詞が異なる。
作曲家として日高隼人、沢こうじ、ジョージ榊、清水弘（ベガー清水）、西川学、MASAKAZU等に作品を提供している。作曲者名は、ユニオン時代は本名の「金子勝孝」名義を使用。その後は「みやびはじめ」「矢吹健」を使用している。
過去に本人出演ビデオカラオケソフトが発売されていた（あなたのブルース、うしろ姿、女の爪あとに出演）。
アルバム「嘆愁夢想～ぶるうす～」は矢吹最後のレコーディング作品で、1980年代以降の矢吹作品の編曲を手掛けた近藤浩章（いずみたくの助手出身）率いるCオーグメントの企画シリーズ第6弾（全9作品）にあたる。
長男の雅一は1997年にシンガーソングライターとして活動を開始。1999年7月に父子ユニット「ELECTRIC & PLANCTON」名義で共演アルバムを発表。しかし、発表記念ステージを控えた同年12月に雅一は小腸破裂による腹膜炎のため急逝。その後、矢吹も脳梗塞を患い山梨県で再起に向けリハビリに励んでいたが、2003年に妻が相模湖で水死（自殺と見られる）している。（出典：読売新聞、週刊新潮）
晩年まで毎年発行される演歌歌手名鑑には氏名と顔写真（オリエント時代のスキンヘッドにサングラス姿）の掲載が継続され、個人事務所であるKEN音楽事務所の住所と電話番号が明記されていた。